# 2024 au Portugal
Chronologie du Portugal
- 2020
- 2021
- 2022
- 2023
- 2024
- 2025
- 2026
- 2027
- 2028

Cet article présente les faits marquants de l'année 2024 au Portugal.

## Évènements
- 4 février : élections régionales dans les Açores.
- 10 mars : élections législatives.
- 2 avril : le gouvernement de Luís Montenegro entre en fonction.
- 26 mai : élections régionales à Madère.
- juin : élections européennes.
- septembre : dans le nord et le centre, des incendies cinq morts[1].
- 2 octobre : Trois personnes sont tuées, par des inconnus dans un salon de coiffure à Lisbonne, les suspects prennent ensuite la fuite[2].
- 21 octobre : la Polícia de Segurança Pública tire sur un homme d'origine capverdienne à Amadora provoquant la mort d'Odair Moniz, ce qui entraîne de violentes manifestations dans la région de Lisbonne[3].

## Décès
- 18 janvier : Ivan Moody, compositeur britannique mort au Portugal
- 8 février : João Oliveira Pinto, footballeur
- 22 février : Artur Jorge, footballeur
- 5 mars : António-Pedro Vasconcelos, réalisateur et scénariste
- 17 mars : Nuno Júdice, essayiste, poète, écrivain, romancier et professeur
- 20 mars : António Pacheco, footballeur
- 9 avril : Eugénio Lisboa, essayiste, critique littéraire, enseignant et diplomate
- 12 juin : Fernando José de França Dias Van-Dúnem, homme d'État angolais mort au Portugal
- 27 juin : Manuel Fernandes, footballeur
- 30 juin : Manuel Cargaleiro, peintre et céramiste
- 27 juillet : Mísia, chanteuse de fado
- 29 août : Adolfo Calisto, footballeur
- 24 octobre : Marco Paulo, chanteur
- 1er  novembre : Camilo Mortágua, activiste antifasciste
- 15 novembre : Celeste Caeiro, pacifiste et restauratrice
- 30 décembre : Adília Lopes, poétesse, chroniqueuse et traductrice